# Allintervallreihe
Die Allintervallreihe ist eine  Sonderform der Zwölftonreihe, welche die kompositionstechnische Grundlage der Zwölftonmusik bildet. Während für eine regelrechte Zwölftonreihe verlangt wird, dass sie alle zwölf Tonhöhen der chromatischen Tonleiter je einmal enthält, so wird bei der Allintervallreihe diese Regel auch auf die Intervalle ausgedehnt. Die elf möglichen unterschiedlichen Intervalle des Oktavraumes sind in der Allintervallreihe so angeordnet, dass sie bezogen auf einen Ausgangston eine regelrechte Zwölftonreihe konstituieren.
Im Sinne der Totalität des Komponierens mit zwölf nur aufeinander bezogenen Tönen kommt laut Ernst Krenek der Allintervallreihe in der Dodekaphonie ein höherer Grad an Ganzheit zu, da die Totalität der Tonreihe ihre Vollendung in der Totalität der Intervalle findet.
Unter den möglichen 12! = 479.001.600 Zwölftonreihen (bei festem Anfangston) weisen nur 3.856 Reihen die Eigenschaft auf, die sie als Allintervallreihe qualifiziert.

## Geschichte der Allintervallreihe
Die erste Allintervallreihe wurde von dem Komponisten Fritz Heinrich Klein 1921 entdeckt. Sie galt 15 Jahre lang als die einzig mögliche Reihenbildung dieser Art. Alban Berg benutzte sie für das zweite „Stormlied“ 1925 und für die „Lyrische Suite“ 1926.
Ernst Krenek veröffentlichte 1937 eine zweite Allintervallreihe (siehe Notenbeispiel oben) und entdeckte auch die ersten Gesetzmäßigkeiten dieser Reihenform.
Die Anzahl der Allintervallreihen wurde zuerst auf Anregung des österreichischen Komponisten Hanns Jelinek von dem Informatiker Heinz Zemanek mit Hilfe eines selbstgefertigten Elektronenrechners namens „Mailüfterl“ berechnet.
Einen geordneten Katalog der Zwölftonallintervallreihen legte zum ersten Mal Herbert Eimert in seiner Arbeit "Grundlagen der musikalischen Reihentechnik" vor.
Die Allintervallreihe öffnete den Weg von der ursprünglichen Zwölftonmusik hin zur Seriellen Musik, in der versucht wurde, alle Parameter des Tones (also Tonhöhe, Tondauer, Lautstärke und manchmal auch die Klangfarbe) reihenmäßig zu ordnen. Damit wurden auch andere als Zwölftonallintervallreihen aktuell, da sich Tondauern und Lautstärkegrade nicht unbedingt an der Zahl 12 orientieren. Paul Irmen wies 1974 nach, dass sich die Gesetzmäßigkeit der Allintervallreihen und ihre Transformationsmöglichkeiten auf alle geradzahligen Elementreihen anwenden lassen.

## Reihenverwandlungen
Es gibt vier eindeutige Transformationen (Verwandlungen), durch die eine Allintervallreihe in eine andere überführt werden kann:
KrebsReihe rückwärts.
UmkehrungHerkömmliche Umkehrung der Intervalle: Die Intervalle werden durch ihr Komplementär-Intervall zur Oktave ersetzt (Spiegelung an der großen Septime, Intervall 11).
Quartverwandlung, QuintverwandlungDie Intervalle werden durch ihr 5-faches modulo 12 ersetzt (Spiegelung an der reinen Quarte, Intervall 5). Bei der Quintverwandlung entsprechendes mit Intervall 7. Die Quintverwandlung ergibt die Umkehrung der Quartverwandlung und ist somit nicht eigenständig.
TritonusverwandlungDie Reihe wird beim Tritonus (Intervall 6) auseinandergeschnitten, und die beiden Teile vertauscht wieder zusammengesetzt. Das ergibt wieder eine Allintervallreihe, da Anfangs- und Endton einer Allintervallreihe auch immer einen Tritonus voneinander entfernt sind. (Die Summe aller elf Intervalle: 66 modulo 12 ist nämlich 6, der Tritonus.) Die Tritonusverwandlung ist eine bestimmte Rotation der Reihe.
Eine Kombination dieser Transformationen ist kommutativ, d. h. die Reihenfolge, in der die Verwandlungen angewendet werden, ist irrelevant. Außerdem ist jede Verwandlung zu sich selbst reziprok: Zweimalige Anwendung ergibt wieder die Ausgangsreihe.
Mit Hilfe dieser Transformationen lässt sich die Zahl der Allintervallreihen auf 267 sogenannte Basisreihen reduzieren.

## Symmetrien und die 267 Basis-Allintervallreihen
Aus 267 Allintervallreihen, welche Basis-Reihen genannt werden, lassen sich durch die Verwandlungen Krebs, Umkehrung, Quartverwandlung, Tritonusverwandlung und die möglichen Kombinationen davon sämtliche 3.856 ableiten.
Die Reihenverwandlungen fassen also die Reihen zu Gruppen mit engem Verwandtschaftsgrad zusammen. Da es vier reguläre Verwandlungen (d. h. das Ergebnis ist wieder eine Allintervallreihe) gibt, sind im Prinzip jeweils 24 = 16 Reihen auseinander ableitbar (Grundreihe, Krebs, Umkehrung, Krebsumkehrung, Quartverwandlung und deren Krebs, Umkehrung und Krebsumkehrung, sowie die Tritonusverwandlung aller vorgenannten).
Durch die möglichen Symmetrien reduziert sich diese Anzahl jedoch bisweilen auf acht.
Symmetrisch heißt eine Reihe, wenn sie gleich ihrem Krebs ist, gegensymmetrisch, wenn sie gleich der Umkehrung ihrer Tritonusverwandlung ist (d. h. die zweite Hälfte der Reihe ist die Umkehrung der ersten), streckensymmetrisch, wenn wenigstens der Tritonus sich in der Mitte der Reihe befindet (das ist eigentlich keine echte Symmetrie, da die beiden Reihenhälften sonst keine Beziehung zueinander haben; auch bei den symmetrischen und gegensymmetrischen Reihen befindet sich der Tritonus zwangsläufig in der Mitte). Alle anderen sind asymmetrisch. Quartgleiche Reihen können strecken- oder asymmetrisch sein; sie sind gleich der Krebsumkehrung der Quartverwandlung ihrer Tritonusverwandlung. Das ist eine entferntere, aber umso interessantere Verwandtschaft.

Es gibt auch achssymmetrische Allintervallreihen. Wenn man sie „kippt“, ergibt sich dieselbe Reihe.
Die Symmetrieeigenschaften kommen in den Basisreihen vor:
- asymmetrisch 211-mal,
- symmetrisch 22-mal,
- streckensymmetrisch 19-mal,
- gegensymmetrisch 15-mal,
- quartgleich 15-mal, davon 12-mal asymmetrisch, 3-mal streckensymmetrisch.

Daraus folgt für die Gesamtheit der Allintervallreihen:
- (211 - 12) × 16 = 3184 Reihen sind asymmetrisch,
- 12 × 8 = 96 asymmetrisch und quartgleich,
- 22 × 8 = 176 symmetrisch,
- 15 × 8 = 120 gegensymmetrisch,
- (19 - 3) × 16 = 256 streckensymmetrisch,
- 3 × 8 = 24 streckensymmetrisch und quartgleich.

Nur knapp 17,5 % aller Allintervallreihen weisen also überhaupt Symmetrien auf. Lässt man die weniger essenzielle "Streckensymmetrie" unberücksichtigt, verbleiben sogar nur 10,8 %.